# Hell-Bourg
Hell-Bourg est un village de la commune de Salazie situé dans les Hauts de l'île de La Réunion au pied du Piton d'Anchaing et du Piton des Neiges. Baptisé ainsi en 1841 en l'hommage de celui qui fut gouverneur de  Bourbon au milieu du XIXe siècle, Anne Chrétien Louis de Hell, le village possède de nombreuses maisons de la seconde moitié du XIXe siècle, construites par de riches planteurs et des commerçants de la côte à proximité des Thermes disparus au début du XXe siècle. Le label Plus beau village de France lui a été attribué, ses rues et son cimetière très fleuri entouré de bambous étant particulièrement pittoresques.

## Histoire des Thermes d'Hell-Bourg

### Fondation du village autour des sources
En 1831, c'est en chassant le cabri sauvage qu'Adrien Pignolet de Fresnes et Adam de Villiers découvrirent entre le plateau d'Hell-Bourg et l'Îlet à Vidot plus exactement au lieu-dit « Bémaho », des sources dont la valeur thérapeutique et médicale fut reconnue rapidement. Les premiers curistes furent installés dans des paillotes.
Progressivement, un village se crée autour des sources thermales en 1842. Il deviendra district spécial de Salazie, dix ans après l’érection du « village » en commune (1899). Malgré la volonté des habitants de voir Hell-Bourg devenir une commune à part entière, cette organisation administrative restera identique jusqu'à nos jours.
L'établissement thermal créé le 13 juillet 1852 connut une période d'apogée en 1875, malgré un débit horaire relativement limité (environ 1,1 litre par seconde) et une minéralisation faible. Les classes aisées du littoral de l'île, attirées par les thermes d'Hell-Bourg, venaient également profiter de la fraîcheur du cirque  de Salazie dans un mouvement appelé changement d'air. Peu à peu, une vie mondaine s'organise : on assiste successivement à la construction et la location de villas (résidences secondaires), et à l’ouverture d'un casino. Ce qui fait d'Hell-Bourg une station d'altitude à la mode qui prend une allure urbaine avec 150 cases créoles d'un style architectural raffiné.
Du fait de l’activité thermale qui se développe à Hell-Bourg, la route fut prolongée jusqu’aux sources. Pendant longtemps, le trajet des bourgeois jusqu’aux thermes se faisait par chaises à porteurs. Mais le relief moins tourmenté que celui de Cilaos permit d’abandonner assez rapidement ce moyen de transport, par le biais de la route qui traverse la Mare à Poule d'eau pour arriver à Hell-Bourg.

### Déclin
À une période florissante succéda un état de léthargie dû à la désaffection des grandes familles réunionnaises, au partage des propriétés. On construisit des cases plus petites et abandonna les plus grandes d'entre elles.

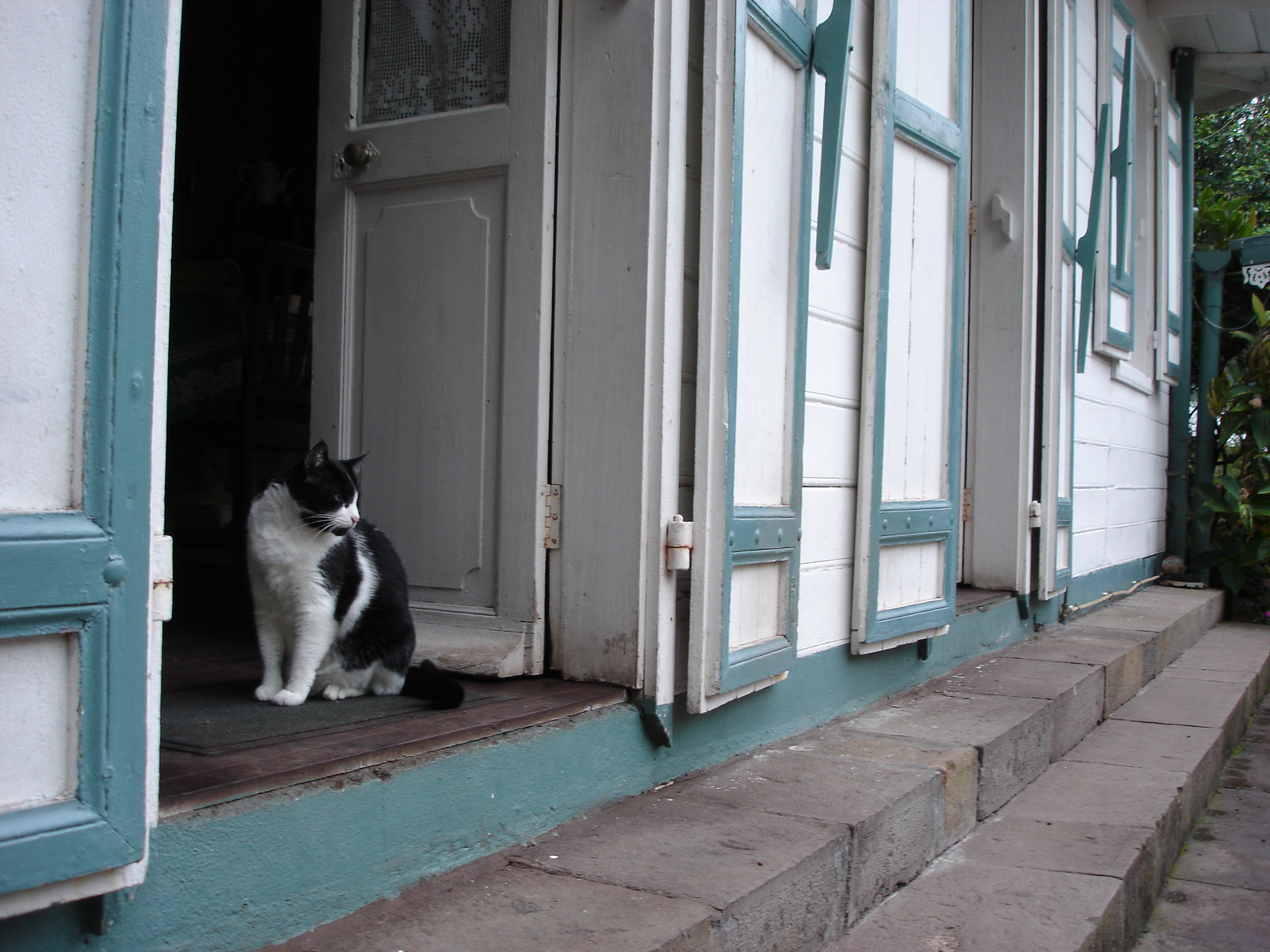
Un chat sur le pas d'une porte de la maison Folio.

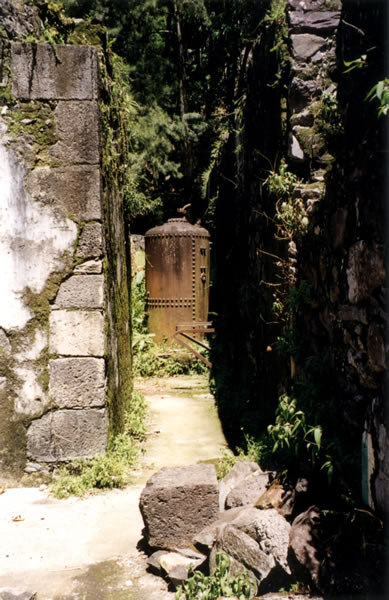
Les ruines des Thermes.

À partir de 1948, la fréquentation d'Hell-Bourg s'atténue fortement. Plusieurs raisons à cela : les sources thermales perdent de leur intérêt du fait de la baisse de débit, de température et de minéralisation des sources. Par ailleurs, la station thermale de Cilaos, en plein essor, crée une sérieuse concurrence. Enfin, le cyclone tropical de 1948 provoque un éboulement sur les thermes. Les travaux de remise en état qui nécessitent l'usage d'explosifs pour dégager les sources, les obturent définitivement et mettent un terme au développement de ce lieu de villégiature.

### XXesiècle
La perte de l’intérêt principal du village explique la remarquable conservation des maisons créoles bourgeoises du début du siècle.

## Particularités

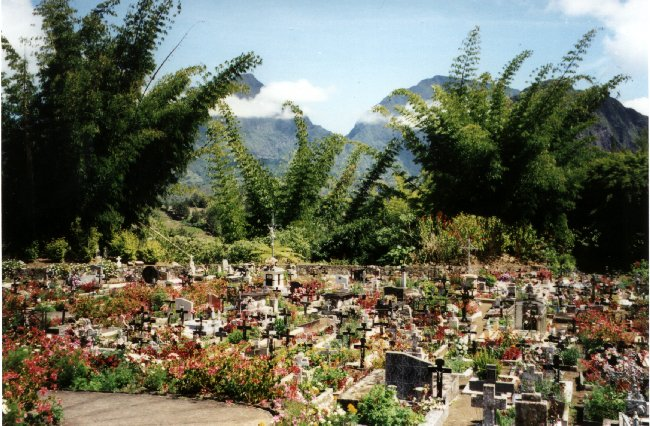
Le cimetière pittoresque d'Hell-Bourg.

Le village d'Hell-Bourg abrite de nombreuses cases créoles de la seconde moitié du XIXe siècle et du début du XXe siècle.
Elles sont reconnaissables à leur architecture typique de cette époque, avec une structure et des murs en bois recouverts de bardeaux, des pièces en enfilade, une façade ouvragée agrémentée de lambrequins et le plus souvent une varangue, sorte de terrasse couverte qui s'étend sur toute ou une partie de la façade, et qui servait à l'origine de lieu d'apparat.
La plus connue du village est la Villa Folio, construite en 1860 et inscrite au titre des monuments historiques depuis le 6 avril 1989. On y trouve également la Villa Barau et la Villa Lucilly qui datent de la fin du XIXe siècle, abritant chacun un fameux Guétali (voir Guétali de la villa Barau et Guétali de la villa Lucilly), ainsi que la maison Morange, datant des années 1940, surplombant le village et qui abrite aujourd'hui le Musée des Musiques et Instruments de l'Océan Indien.
Outre les cases créoles, le cimetière ouvert en 1864 et constitué de tombes en pleine terre et donc fleuries naturellement à l'ancienne est un des éléments qui ont permis au village d'obtenir le label Plus beau village de France. William Falconer, un poète écossais,  y repose. Auguste Lacaussade — qui lui a dédié un poème — est venu le rejoindre le 8 février 2006. Ses cendres ont été transférés depuis le cimetière du Montparnasse vers son île natale conformément à un souhait qu'il aurait exprimé dans le poème La Mer :
« Je ne veux point dormir sur la terre étrangère,

Sur la terre du nord je ne veux point mourir !

J'aurais froid sous un sol sans flamme et sans lumière,

Mes yeux veulent se clore où Dieu les fit s'ouvrir ! »
Par ailleurs, on y trouve une sculpture en bronze du Français Carlo Sarrabezolles intitulée L'Âme de la France et faisant office de monument aux morts. D'abord installée dans le petit centre-ville de Salazie au début des années 1930, elle a été déboulonnée à deux reprises, une première fois à la dynamite par le curé outré de la nudité du personnage féminin représenté, une seconde fois par le cyclone de 1948, qui laissa la guerrière face contre terre pendant vingt ans. Retrouvée par hasard lors de travaux en 1968, elle est classée monument historique depuis mai 2004.

## Climat
Hell-Bourg possède un très pluvieux climat subtropical d'altitude (Cfb dans la classification de Köppen).
| Mois                                             | jan.               | fév.               | mars             | avril           | mai              | juin             | jui.           | août           | sep.             | oct.             | nov.             | déc.            | année              |
| ------------------------------------------------ | ------------------ | ------------------ | ---------------- | --------------- | ---------------- | ---------------- | -------------- | -------------- | ---------------- | ---------------- | ---------------- | --------------- | ------------------ |
| Température minimale moyenne (°C)                | 14,9               | 15,3               | 14,3             | 13,2            | 11,1             | 9,4              | 8,4            | 8,5            | 8,8              | 10,4             | 11,4             | 13,5            | 11,6               |
| Température moyenne (°C)                         | 19,7               | 19,8               | 19,3             | 18,2            | 16,1             | 14,5             | 13,4           | 13,6           | 14,3             | 15,7             | 16,8             | 18,5            | 16,6               |
| Température maximale moyenne (°C)                | 24,6               | 24,3               | 24,3             | 23,2            | 21,2             | 19,6             | 18,4           | 18,6           | 19,8             | 21               | 22,1             | 23,6            | 21,7               |
| Record de froid (°C) date du record              | 8,5 01-à&-1997     | 9 16-02-1996       | 8,4 03-03-1996   | 6,8 28-04-1994  | 4,5 25-05-1997   | 3,9 24-06-1992   | 2,6 19-07-1991 | 3 17-08-1992   | 3,7 03-09-1993   | 5,2 29-10-1968   | 5 05-11-1994     | 7,4 17-12-1993  | 2,6 19-07-1991     |
| Record de chaleur (°C) date du record            | 30,2 16-01-2000    | 29,8 10-02-1998    | 29 01-03-1998    | 29,6 06-04-1989 | 27,2 04-05-1978  | 25 09-06-1961    | 24 26-07-1972  | 25 15-08-1974  | 25,9 01-09-1990  | 27,2 29-10-1999  | 28,3 27-11-1980  | 30,1 11-12-1977 | 30,2 16-01-2000    |
| Précipitations (mm)                              | 558,8              | 854,1              | 513,4            | 209,9           | 155,6            | 105,9            | 102,3          | 117            | 91,5             | 84,8             | 111,2            | 263             | 3 167,5            |
| Record de pluie en 24 h (mm) date du record      | 1 132,6 22-01-2002 | 1 110,8 25-02-2007 | 970,1 04-03-2006 | 780 08-04-1958  | 308,7 04-05-1965 | 190,3 02-06-1963 | 220 14-07-1952 | 198 11-08-1972 | 189,5 02-09-1952 | 273,1 14-10-1962 | 260,5 04-11-2002 | 385 31-12-2015  | 1 132,6 22-01-2002 |
| dont nombre de jours avec précipitations ≥ 1 mm  | 17,9               | 18,1               | 17,5             | 15,3            | 13,5             | 11,6             | 13,4           | 14,2           | 11,9             | 13,1             | 11,4             | 15,4            | 173,4              |
| dont nombre de jours avec précipitations ≥ 5 mm  | 11                 | 12,9               | 10,2             | 8,1             | 6,9              | 4,7              | 6,1            | 6,1            | 5,3              | 4,3              | 4,8              | 8,1             | 88,3               |
| dont nombre de jours avec précipitations ≥ 10 mm | 8,6                | 9,2                | 7,2              | 4,8             | 3,9              | 2,3              | 2,8            | 2,8            | 2,4              | 2,3              | 2,5              | 5,3             | 54,1               |

| Diagramme climatique                                  |               |               |               |               |              |              |            |             |            |               |             |
| J                                                     | F             | M             | A             | M             | J            | J            | A          | S           | O          | N             | D           |
| 24,614,9558,8                                         | 24,315,3854,1 | 24,314,3513,4 | 23,213,2209,9 | 21,211,1155,6 | 19,69,4105,9 | 18,48,4102,3 | 18,68,5117 | 19,88,891,5 | 2110,484,8 | 22,111,4111,2 | 23,613,5263 |
| Moyennes : • Temp. maxi et mini °C • Précipitation mm |               |               |               |               |              |              |            |             |            |               |             |

## Quartiers d'Hell-Bourg
Le village d'Hell-Bourg est composé des quartiers suivants : 
- Trou Blanc
- Bras Marron
- Ilet à Vidot
- Bé Maho
- Camp Ozoux
- Bellevue
- Plateau Sishaye

## Station de trail
Depuis 2014, le village accueille l'une des deux bases de la station de trail de Salazie, l'autre se trouvant à Grand Îlet.
Cette base, située dans l'enceinte de l'Office du Tourisme de l'Est, permet de se renseigner sur les nombreux sentiers balisés menant aux différents lieux incontournables du cirque et des cirques voisins de Cilaos et Mafate. C'est un lieu d'apprentissage et de partage autour de la passion de la course de montagne.
Parmi la dizaine de parcours proposés au départ d'Hell-Bourg, les randonneurs et traileurs peuvent ainsi se rendre au plateau de Bélouve via un "demi-kilomètre vertical" et ensuite poursuivre jusqu'au Trou de Fer, mais aussi tenter l'ascension vers le mythique Piton des Neiges en empruntant la difficile montée du Cap Anglais et ses 1 000 mètres de dénivelé positif. Arrivés au gîte de la Caverne Dufour, à 2 500 m d'altitude, les randonneurs auront le choix entre l'ascension finale vers le sommet du Piton des Neiges qui culmine à 3 070 m ou la descente vers le cirque de Cilaos via la descente du Bloc.
Un sentier court mais assez raide menant au sommet du Piton d'Anchaing, permet d'accéder à un petit plateau à son sommet et ainsi profiter d'une vue panoramique à 360° sur le cirque.
Enfin, il est également possible d'accéder au cirque de Mafate en empruntant l'exigeante montée de Grand Sable menant à la Plaine des Merles, par laquelle on accèdera ensuite à Mafate, soit via le sentier Scout menant à Aurère, soit via le Col de Fourche ou le Col des Bœufs pour arriver à Marla ou à La Nouvelle.

### Articles liés
- Thermes d'Hell-Bourg
- Salazie